# Langenzenn
Langenzenn is een plaats in de Duitse deelstaat Beieren, gelegen in het Landkreis Fürth. De stad telt 10.652 inwoners.

## Geografie
Langenzenn heeft een oppervlakte van 46,31 km² en ligt in het zuiden van Duitsland.
Ammerndorf ·
Cadolzburg ·
Großhabersdorf ·
Langenzenn ·
Oberasbach ·
Obermichelbach ·
Puschendorf ·
Roßtal ·
Seukendorf ·
Stein ·
Tuchenbach ·
Veitsbronn ·
Wilhermsdorf ·
Zirndorf